# Малък Юган
Малък Юган (на руски: Малый Юган) е река в Русия, Западен Сибир, Ханти-Мансийски автономен окръг, Тюменска област десен приток на река Голям Юган от басейна на Об.
Дължината ѝ е 521 km, което ѝ отрежда 187-о място по дължина сред реките на Русия.
Река Малък Юган води началото си от блатата разположени в северозападната част на Васюганската равнина, на 100 m н.в., в южната част на Ханти-Мансийския автономен окръг, Тюменска област в близост до границата с Томска област. По цялото си протежение реката тече в централната част на Западносибирската равнина през ненаселена и заблатена тайга в началото в западна посока, а след устието на левия си приток Колкоченъягун – в северозападна. Руслото на Малък Юган изобилства със стотици меандри, изоставени старици, малки езера и блата, а течението е бавно. Влива се отдясно в река Голям Юган (ляв приток на Об) при нейния 121 km, на 34 m н.в., в близост до село Малоюгански, Ханти-Мансийски автономен окръг.
Водосборният басейн на Малък Юган обхваща площ от 10 200 km2, което представлява 29,39% от водосборния басейн на река Голям Юган. Във водосборния басейн на реката попадат части на Ханти-Мансийския автономен окръг.
Границите на водосборния басейн на реката са следните:
- на североизток – водосборните басейни на реките Кульоган и други по-малки, леви притоци на Об;
- на изток – водосборния басейн на река Васюган, ляв приток на Об;
- на запад – водосборните басейни на река Ньогусъях и други по-чалки десни притоци на Голям Юган;

Река Малък Юган получава 26 притока с дължина над 20 km, като по-големи са: леви – Колкоченъягун 107 km/1440 km2 и Вуяни 113/1170; десни – Керпетъягун и Пинкилях 123/748.
Подхранването на реката е предимно снегово. Пълноводието на реката е от май-до юли, а през септември и октомври често се наблюдават високи види вследствие на поройни дъждове. Среден годишен отток за периода 1960 – 1995 г., на 112 km от устието 55 m3/s. Многогодишният минимум е през март (9,4 m3/s), а максимумът – през май (196 m3/s). За периода от 1959 до 1999 г. абсолютният минимален отток от 7 m3/s е бил през март 1990 г., а абсолютният максимален от 344 m3/s – през юни 1979 г. Замръзва през октомври, а се размразява в края на април или началото на май.
По течението на реката няма постоянни населени места.
Около течението на реката и в нейния водосборен басейн са разкрити находища на нефт и газ.